# 孙村乡 (保定市)
孙村乡，是中华人民共和国河北省保定市清苑区下辖的一个乡镇级行政单位。

## 行政区划
孙村乡下辖以下地区：
大侯村、小侯村、戎官营村、南孙村、北孙村、西孙村和大堤口村。